# Tomasz Kasperczyk

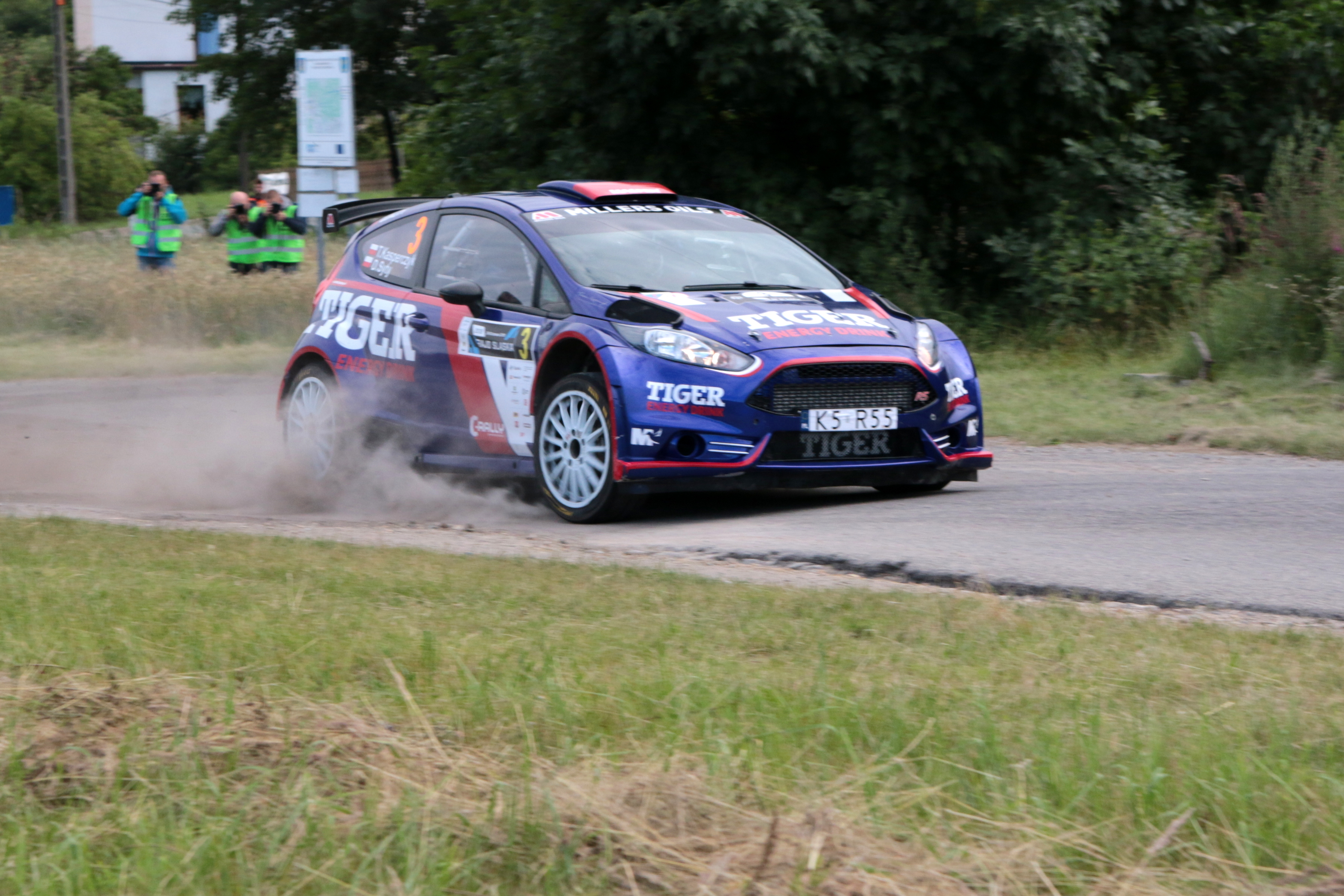
Tomasz Kasperczyk podczas Rajdu Śląska w roku 2018

Tomasz Kasperczyk (ur. 25 września 1992 w Myślenicach) – polski kierowca rajdowy i przedsiębiorca. Dwukrotny rajdowy wicemistrz Polski (2017 i 2019). Profesjonalne starty w rajdach samochodowych rozpoczął w sezonie 2011 od 6. AC Pokale Rajdu Tyskiego, w którym pojechał Citroenem C2 R2 Max, pilotowany przez Alberta Szczurka. Od kolejnego startu - 57. Rajdu Wisły 2011 - Kasperczyk utworzył załogę z Damianem Sytym, z którym startuje do tej pory. 
W sezonie 2012 Kasperczyk i Syty przesiedli się z Citroena C2 R2 do Skody Fabii R2 i wystartowali w ośmiu rundach Rajdowego Pucharu Polski, zdobywając 26 punktów, co dało im 9. miejsce w klasyfikacji generalnej cyklu. W klasie 6 RPP wywalczyli 50 punktów i zajęli czwartą pozycję.  
W sezonie 2013 Kasperczyk i Syty rozpoczęli rywalizację w Rajdowych Samochodowych Mistrzostwach Polski i wzięli udział we wszystkich siedmiu rundach czempionatu. Zadebiutowali także w Rajdowych Mistrzostwach Europy, startując w Rajdzie Lipawy - drugiej rundzie sezonu. W klasyfikacji generalnej RSMP zostali sklasyfikowani na 21. pozycji (2 pkt). Z kolei w kategorii 2WD (samochody z napędem na jedną oś) zajęli 12. miejsce (48 pkt), a w klasie 6 ukończyli sezon na 3. miejscu (49 pkt). 
W sezonie 2014 Kasperczyk i Syty zmienili samochód na Forda Fiestę R5 i kontynuowali starty w RSMP. Zdobyli 111 punktów, co dało im szóstą pozycję w klasyfikacji generalnej mistrzostw. W klasie 2 również uplasowali się na szóstym miejscu (64 pkt). W kończącym sezon Rajdzie Dolnośląskim, Kasperczyk i Syty wywalczyli swoje pierwsze podium w klasyfikacji generalnej rundy mistrzostw Polski, zajmując drugie miejsce. 
Sezon 2015 składał się z programu startów w RSMP za kierownicą Forda Fiesty R5, uzupełnionego o trzy rajdy zagraniczne, w tym dwie rundy europejskiego czempionatu. Nieukończenie Rajdu Świdnickiego KRAUSE, Rajdu Kaszub Gdańsk Baltic Cup oraz Rajdu Dolnośląskiego przełożyło się na słabszy rezultat w klasyfikacji generalnej mistrzostw Polski (22 pkt i 11. miejsce). Z kolei w klasie 2 Kasperczyk i Syty zdobyli 10 pkt, co dało im szóstą pozycję). 
W kolejnym roku Kasperczyk zdecydował się na rywalizację w Rajdowych Mistrzostwach Europy (FIA ERC). Na krajowych odcinkach specjalnych Kasperczyk i Syty pojawili się tylko podczas Rajdu Warmińskie Szutry, który był elementem przygotowań do startu w Rajdzie Estonii, oraz podczas Rajdu Rzeszowskiego, stanowiącego polską rundę europejskiego czempionatu. 23 zdobyte punkty pozwoliły uplasować się w klasyfikacji łącznej sezonu na 23. miejscu. 
W 2017 roku Kasperczyk i Syty wrócili do startów w RSMP. Wzięli też udział w dwóch rundach FIA ERC - Rajdzie Azorów i Rajdzie Wysp Kanaryjskich. Ten drugi zakończyli spektakularnym wypadkiem. Od dachowania w dół stromego zbocza uratowała ich bariera energochłonna, na której zawisł ich samochód. W mistrzostwach Polski Kasperczyk i Syty zdobywali punkty w każdej z sześciu rund. Wygrali kończący sezon Rajd Śląska, co było ich pierwszym triumfem w klasyfikacji generalnej rundy RSMP. W tych zawodach sięgnęli także po pierwsze w karierze zwycięstwo na odcinku specjalnym rundy krajowego czempionatu (OS 2 - Wyry). Łącznie Kasperczyk i Syty wywalczyli 97 punktów, co dało im pierwszy w karierze tytuł rajdowych wicemistrzów Polski w klasyfikacji generalnej. W klasie 2 również uplasowali się na drugiej pozycji (92 pkt). 
W sezonie 2018 Kasperczyk i Syty wzięli udział we wszystkich siedmiu rundach RSMP, a dwie ukończyli na podium. W Rajdzie Dolnośląskim zajęli trzecie miejsce, a w Rajdzie Śląska pierwsze, powtarzając sukces z 2017 r. Z powodu awarii samochodu nie ukończyli Rajdu Nadwiślańskiego i Rajdu Rzeszowskiego. Łącznie zgromadzili 96 punktów, co uplasowało ich na czwartym miejscu w klasyfikacji generalnej sezonu 2018 Rajdowych Samochodowych Mistrzostw Polski. Czwartą pozycję zajęli także w klasie 2.  

## Samochody
- Citroen C2-R2,
- Skoda Fabia R2,
- Subaru Impreza,
- Ford Fiesta R5
- Volkswagen Polo GTI R5